# 8435 Anser
8435 Anser è un asteroide della fascia principale. Scoperto nel 1960, presenta un'orbita caratterizzata da un semiasse maggiore pari a 2,2201320 UA e da un'eccentricità di 0,1693725, inclinata di 4,79771° rispetto all'eclittica.